# Església parroquial de l'Assumpció (Pego)
L'església de l'Assumpció de Pego és el més important temple catòlic d'aquesta localitat, d'estil renaixentista, construïda al segle xvi sobre les ruïnes d'una altra església més petita, realitzada al seu temps sobre les restes de la mesquita d'Uxola. És Bé de Rellevància Local amb identificador nombre 03.30.102-026.
Està situada dins del recinte emmurallat del nucli de la població. En 1599 van començar les obres a càrrec de Joan Cambra, d'origen francès, acabant entorn de 1614, amb Pere Joan Mir. Posteriorment ha sofert diferents ampliacions.
Conserva peces artístiques de gran interès regional i nacional, entre elles, el retaule de la Verge de l'Esperança, del segle xv, d'estil gòtic, obra atribuïda a Antoni Peris i Jaume Mateu; el petit retaule de la faç Crist i de Maria, anomenat "la doble Verònica", del segle xiv, també d'estil gòtic; la Creu Processional, de plata, datada al segle xv, en el gòtic florit; el crucifix de la Sagristia, del segle xvi, la imatge del Santíssim Crist de la Providència, del segle xv (que no la Mare de Déu de la Providència com de vegades se cita); també existeixen llenços del segle xviii i nombroses peces d'orfebreria a partir del segle xv fins als nostres dies. Compta amb peces ceràmiques del segle xvi i estucats en la capella del Santíssim del segle xviii.
L'actual retaule de l'altar major, així com la pintura de tota l'església és del valencià Rafael Cardells i és de després de la Guerra Civil Espanyola, pintats entre 1949 i 1963. També és de destacar la conservació molt àmplia de l'arxiu parroquial, que es conserva des de 1531.
El campanar, tot en pedra, d'estil barroc valencià, una de les joies d'aquest art en la diòcesi, es va construir entorn del 1700, fruit del treball de Félix Pérez i de l'arquitecte Francisco Galtea.

## Rectorologi
(Font: Llibre de Baptismes de l'Arxiu Parroquial de Santa Maria de la vila de Pego, del Arquebisbat i Regne de València. 1533-1542. 1566-2011)

### Segle XXI
- Mn. Ernesto Sanchis Mompó (2018-)
- Mn. José Daniel García Mejías (2006-2018)

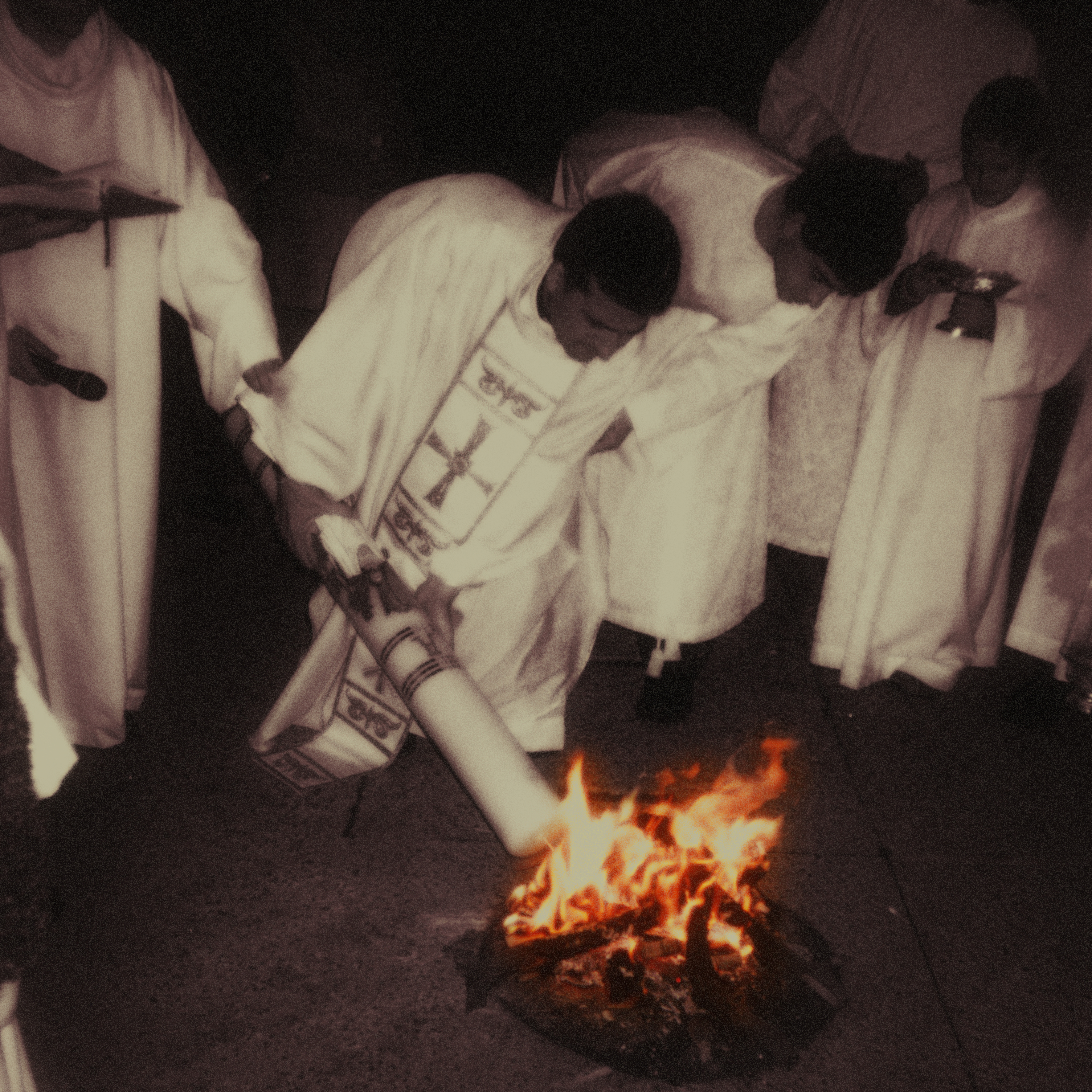
Imatge del Mssn. Juan Melchor Seguí Sarrió, rector-arxipreste, en la nit de Pasqua, encenent la llum del ciri Pasqual en la Vigília Pasqual en l'atri de l'església arxiprestal de Pego. Vesteix una casulla artesanal realitzada per les GG. Oblates de Crist Sacerdot de Montcada i ajudat pel Col·legi d'Acoliquets. La Foto va guanyar el segon premi del concurs de fotografia de Setmana Santa de 2007.

### Segle XX
- Mn. Juan Melchor Seguí Sarrió (1998-2006)
- Mn. Vicente Peiró Gregori (1980-1998)
- Mn. Vicente Pastor Alcina (1963-1980)
- Mn. Ramón Martínez Penedés (1942-1963)
- Mn. Federico Cervera Miquel, ecónomo (1939-1942)
- Servent de Déu Mn. Jacinto Grau Magraner, màrtir de la Guerra Civil Espanyola (1913-1936)
- Mn. Joaquín Mora, ecónomo (1912-1913)
- Mn. Pascual Bru, ecónomo (1911-1912)
- Mn. Juan Bautista Giner (1903-1910)

### Seglexix
- Mn. Sebastián Aguilera, ecónomo (1895-1903)
- Mn. Vicente Sanz (1878-1895)
- Mn. Francisco Pasqual Sendra, ecònom (1875-1876), 2a vegada
- Mn. Mariano Vilanova (1863-1874)
- Mn. Francisco Pasqual Sendra, ecónomo (1862-1865), 1a vegada
- Mn. Francisco Botella (1843-1853)
- Mn. José Montiel (1836-1838)
- Mn. José Vicente Durà (1829-1835)
- Mn. Manuel Andreu, ecónomo (1825-1827)
- Mn. Juan Bautista García, ecónomo (1823-1825), 2a vegada
- Mn. Ramón Gómez de Bustamant, ecònom (1821-1823)
- Mn. Juan Bautista García, ecònom (1815-1821), 1a vegada
- Mn. Juan Agustín Ibañez (1810-1814)
- Mn. Juan Nadal, ecònom (1809-1810)

### Seglexviii
- Mn. Manuel de Noé (1792-1808)
- Mn. Pasqual Morera, ecònom (1791)
- Mn. Pedro Vicente Calbo (1786-1791)
- Mn. Bernardo Torra, ecònom i regenti (1785-1786)
- Mn. Juan Geronimo Garrido (1755-1785)
- Mn. Bautista Galbis, ecònom (1754-1755), també vicari (1732-1755)
- Mn. Felipe Calataiud (1734-1754)
- Mn. Roch Monsó (1726-1733)
- Mn. Joachim Marco (1703-1724)

### Seglexvii
- Mn. Jusep Cortina (1661-1699)
- Mn. Joan Almunia (1629-1659)
- Mn. Jaume Giner (1618-1628)
- Mn. Jaume Vives (1610-1618)

### Segle XVI
- Mn. Hieroni Vives (1566-1609), primer rector que consta en els arxius parroquials.
- Mn. Joan Pelleia, vicari temporal (1533-1542), primer prevere que consta en els arxius parroquials.